# Chamesey
Chamesey település Franciaországban, Doubs megyében. Lakosainak száma 139 fő (2022. január 1.). Chamesey Belleherbe, Pierrefontaine-les-Varans, Bretonvillers és Longevelle-lès-Russey községekkel határos.

## Népesség
A település népességének változása:
| Lakosok száma | 151  | 111  | 105  | 113  | 119  | 129  | 136  | 142  | 141  | 139  |
|               | 1968 | 1982 | 1990 | 2006 | 2013 | 2015 | 2017 | 2019 | 2020 | 2022 |